# Warszkówko
Warszkówko (niem.: Neu Warschow) – wieś w Polsce położona w województwie zachodniopomorskim, w powiecie sławieńskim, w gminie Sławno.
W latach 1975–1998 miejscowość administracyjnie należała do województwa słupskiego.
Zobacz też: Warszkowo